# Caminada popular de Gósol
La caminada popular de Gósol es realitza anualment, el tercer diumenge del mes de juliol. La primera edició va celebrar-se el 1988, amb l'objectiu de recaptar fons per a la conservació del Castell i el casc antic de Gósol, i per donar a conèixer la vall.
El recorregut va canviant edició rere edició, però es tracta sempre d'una ruta circular amb sortida i arribada al poble. A mig camí, l'organització ofereix un esmorzar amb embotit típic de la comarca del Berguedà. Els organitzadors de la caminada destinen els diners recaptats en la inscripció a la recuperació i manteniment dels antics camins i fonts que històricament havien estat utilitzats per la gent del municipi.